# Place Paul-Tortelier
La place Paul-Tortelier est une voie du 17e arrondissement de Paris, en France.

## Situation et accès
La place Paul-Tortelier est une voie privée située dans le 17e arrondissement de Paris. Elle débute au 20, rue Marguerite-Long et se termine au 2, rue Stéphane-Grappelli.

## Origine du nom

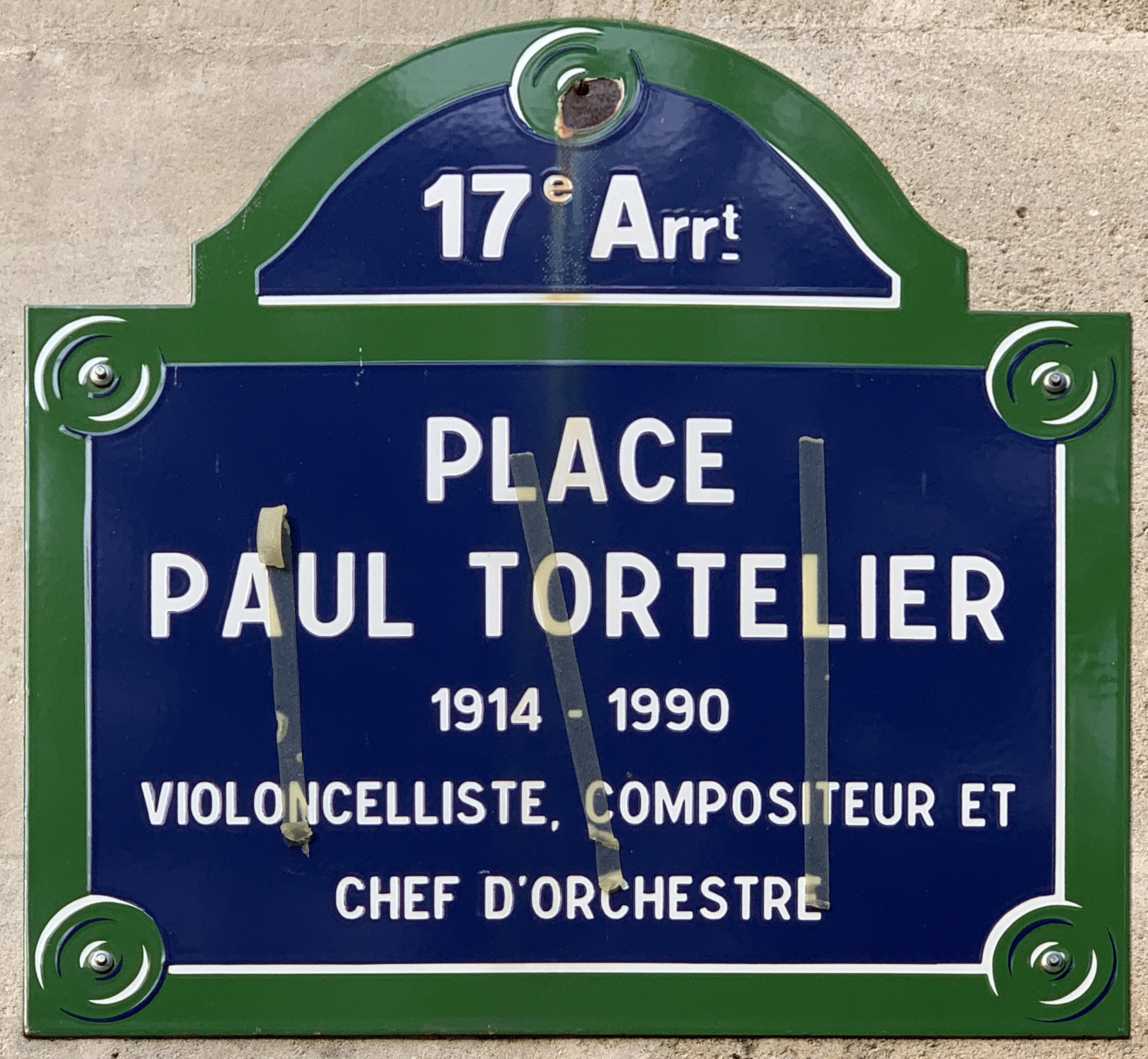
Plaque de la place.

Elle porte le nom de Paul Tortelier (1914-1990), violoncelliste et compositeur.

## Historique
La place est créée dans le cadre de l'aménagement de la ZAC Porte d'Asnières sous le nom provisoire de « voie BT/17 » et prend sa dénomination actuelle le 20 janvier 2003.